# Pseudodiaptomus cockeri
Pseudodiaptomus cockeri är en kräftdjursart som beskrevs av Gonzalez och Bowman 1965. Pseudodiaptomus cockeri ingår i släktet Pseudodiaptomus och familjen Pseudodiaptomidae. Inga underarter finns listade i Catalogue of Life.